# موركة (قرية)
مُورْكَة (Mowrka) تقع في جزيرة صاي شمال السودان
وتنقسم الجزيرة إلى أربعة أقسام هما
1- صيصاب
2- ارودين
3- مؤركة
4- عدو

## الموقع
تقع قرية موركة في الجزء الغربي من جزيرة صاي يحدها النيل من الغرب والشمال الغربي والجنوب الغربي، وقرية صيصاب من الشمال الشرقي وأجزاء من الشرق، وقرية أرودين من الجنوب الشرقي وأجزاء من الشرق، وجبل صاي في أجزاء صغيرة من الشرق.

## النشاط السكاني
الزراعة
الرعي
التنقيب عن الآثار
الهجرة
التجارة

## المصدر
موقع نباتا